# یانل پینتو

یانل پینتو در سال ۲۰۰۸

یانل پینتو (به انگلیسی: Yanel Pinto) (زادهٔ ۲۰ مهٔ ۱۹۸۹) شناگر اهل ونزوئلا است.